# 兇猛砂錐齒鯊
兇猛砂錐齒鯊（學名：Odontaspis ferox），是錐齒鯊的一種，分佈在所有熱帶及亞熱帶的大陸棚，水深10-500米處。牠們可長達3.6米。
兇猛砂錐齒鯊的吻短而尖，眼睛細少，牙齒伸出像尖棘，背鰭及臀鰭細少但大少相同。第一背鰭接近胸鰭多於比腹鰭。
兇猛砂錐齒鯊出沒於大陸棚及島基台的海底，及較高的斜坡，但有時亦會在淺海出現。牠們以細小的硬骨魚、魷魚及甲殼類為食物。牠利用其長體腔及肝臟來控制浮潛。
兇猛砂錐齒鯊都是卵胎生的，胚胎吃卵黃及其他的卵子，故此每一胎就只有約2頭幼鯊。牠們的肉可仍為人類的食物，肝臟則有高的角鯊烯含量。
兇猛砂錐齒鯊背部呈灰色，腹部較淡色，在兩側可能有紅點。